# Catur Harjo
Catur Harjo is een bestuurslaag in het regentschap Sleman van de provincie Jogjakarta, Indonesië. Catur Harjo telt 13.345 inwoners (volkstelling 2010).